# Platychelyna planulata
Platychelyna planulata är en mossdjursart som först beskrevs av Hayward 1980.  Platychelyna planulata ingår i släktet Platychelyna och familjen Smittinidae. Inga underarter finns listade i Catalogue of Life.